# Liste der Monuments historiques in Fontaines-d’Ozillac
Die Liste der Monuments historiques in Fontaines-d’Ozillac führt die Monuments historiques in der französischen Gemeinde Fontaines-d’Ozillac auf.

## Liste der Bauwerke
| Bezeichnung      | Beschreibung              | Standort | Kennzeichnung | Schutzstatus | Datum | Bild           |
| ---------------- | ------------------------- | -------- | ------------- | ------------ | ----- | -------------- |
| Kirche St-Martin | Erbaut im 12. Jahrhundert | (Lage)   | PA00104691    | Classé       | 2002  | weitere Bilder |

## Liste der Objekte
Zum Verständnis siehe: Kirchenausstattung
- Monuments historiques (Objekte) in Fontaines-d’Ozillac in der Base Palissy des französischen Kultusministeriums